# Сычевский сельсовет (Московская область)
Сычевский сельсовет — упразднённая административно-территориальная единица, существовавшая на территории Московской губернии и Московской области до 1930 года.
Сычевский с/с был образован в первые годы советской власти. В 1919 году Сычевский с/с входил в Лучинскую волость Звенигородского уезда Московской губернии.
14 января 1921 года Лучинская волость была передана в Воскресенский уезд
В 1923 году Сычевский с/с был упразднён, а его территория передана в Лучинский с/с.
В 1927 году Сычевский с/с был восстановлен путём выделения из Лучинского с/с.
В 1929 году Сычевский с/с был отнесён к Воскресенскому району Московского округа Московской области.
В начале лета 1930 года Сычевский с/с был окончательно упразднён, а его вновь территория передана в Лучинский с/с..